# Wyprawa pod psem
Wyprawa pod psem – powieść młodzieżowa autorstwa Kornela Makuszyńskiego z 1936.
Akcja powieści przedstawia wakacyjną podróż po Polsce trzech warszawskim uczniów, Zdzisława, Zenobiego i Zbyszka, którym towarzyszy pies Apasz. Dzięki psu wyprawa nabiera dramatyzmu, a chłopcy ratują się z wielu opresji. W książce występuje humor słowny i sytuacyjny, a także wątki dydaktyczne.